# بيدرو فلوريس
بيدرو فلوريس (بالإسبانية: Pedro Morales)‏ (25 مايو 1985 تشيلي - ) هو لاعب كرة قدم تشيلي يلعب كلاعب وسط.

## وصلات خارجية
بيدرو فلوريس على موقع الاتحاد الدولي (مؤرشف)  (الإنجليزية)
- بيدرو فلوريس على موقع الاتحاد الأوربي (الإنجليزية)
- بيدرو فلوريس على موقع الدوري الأمريكي (الإنجليزية)
- بيدرو فلوريس على موقع قاعدة بيانات كرة القدم.إي يو (الإنجليزية)
- بيدرو فلوريس على موقع ناشيونال فوتبول تيمز (الإنجليزية)
- بيدرو فلوريس على موقع Soccerbase.com (لاعب) (الإنجليزية)
- بيدرو فلوريس على موقع Soccerway.com (الإنجليزية)
- بيدرو فلوريس على موقع عالم كرة القدم.نت (الإنجليزية)
- بيدرو فلوريس على موقع AS.com (الإسبانية)